# Abu Laith al-Libi

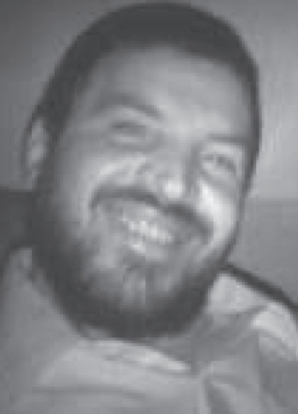
Abu Laith al-Libi

Abu Laith al-Libi (Arabisch: أبو الليث الليبي) (ca. 1967 – 29 januari 2008) was een leider van Al Qaida in Afghanistan. Hij verscheen meerdere malen in videoberichten van Al Qaida en fungeerde als woordvoerder. De Amerikaanse Defense Intelligence Agency typeerde al-Libi als een expert in guerrillaoorlogsvoering.
Volgens berichten van de Defense Intelligence Agency was al-Libi 41 jaar oud toen hij omkwam, waarmee zijn geboortejaar op 1967 wordt geschat. In de jaren tachtig behoorde hij tot de Arabische strijders die in Afghanistan tegen de Sovjet-Russen vochten in de Afghaanse Oorlog. In 1994 keerde hij terug naar Libië waar hij betrokken was bij een mislukte aanslag op de Libische leider Moammar al-Qadhafi. Vervolgens vluchtte hij naar Saoedi-Arabië alwaar hij enige tijd gevangen zat in Riyad na de aanslagen op de Khobar Towers. Onduidelijk is of hij werd vrijgelaten, of ontsnapte maar enige tijd later was al-Libi in Afghanistan waar hij collaboreerde met Al Qaida en de Taliban.
In 2007 was al-Libi te zien in twee videoboodschappen, waarvan de eerste opriep om westerlingen te ontvoeren. De tweede videoboodschap gaf aan dat er voorbereidingen werden getroffen voor een oorlog tegen Israël en dat vervolgens de Islam aan de wereld zou worden opgedrongen. In datzelfde jaar wordt hij geacht betrokken te zijn geweest bij de aanval op Bagram Air Base, waarvan Al Qaida claimt dat het een poging was om de Amerikaanse vicepresident Dick Cheney om het leven te brengen. In november 2007 meldde al-Libi dat de radicale groep Al-Jama’a al-Islamiyyah al-Muqatilah bi-Libya (een Libanees-Islamitische strijders groep die een jihad tegen al-Qadhafi voert) was samengevoegd met Al Qaida. Dit was zijn laatste publieke optreden.
Op 31 januari werd bekendgemaakt dat al-Libi op 28 of 29 januari om het leven was gekomen na een raketaanval met een onbemand MQ-1 Predator toestel. 